# Франц Зар
Франц Зар (нім. Franz Saar; 12 грудня 1919, Нюрнберг — 20 березня 1943, Балтійське море) — німецький офіцер-підводник, оберлейтенант-цур-зее крігсмаріне.

## Біографія
1 жовтня 1938 року вступив на флот. З березня 1941 року — 2-й вахтовий офіцер на підводному човні U-202. В травні-липні 1942 року — командир U-46, з серпня по 4 жовтня 1942 року — U-555, з 5 жовтня по 16 грудня 1942 року — U-30, з 7 січня 1943 року — U-957. Загинув внаслідок нещасного випаду під час навчань із занурення.

## Звання
- Кандидат в офіцери (1 жовтня 1938)
- Морський кадет (1 липня 1939)
- Фенріх-цур-зее (1 грудня 1939)
- Оберфенріх-цур-зее (1 серпня 1940)
- Лейтенант-цур-зее (1 квітня 1941)
- Оберлейтенант-цур-зее (1 січня 1943)